# Austrarchaea christopheri
Espèce
Austrarchaea christopheri est une espèce d'araignées aranéomorphes de la famille des Archaeidae.

## Distribution
Cette espèce est endémique de Nouvelle-Galles du Sud en Australie. Elle se rencontre dans les parcs nationaux Dorrigo, Cascades et de la Nouvelle-Angleterre.

## Description
Le mâle holotype mesure 3,17 mm.

## Étymologie
Cette espèce est nommée en l'honneur de Christopher Rix.

## Publication originale
- Rix & Harvey, 2011 : Australian assassins, Part I: A review of the assassin spiders (Araneae, Archaeidae) of mid-eastern Australia. ZooKeys, no 123, p. 1-100 (texte intégral).